# 龍泉寺 (名古屋市瑞穂区)

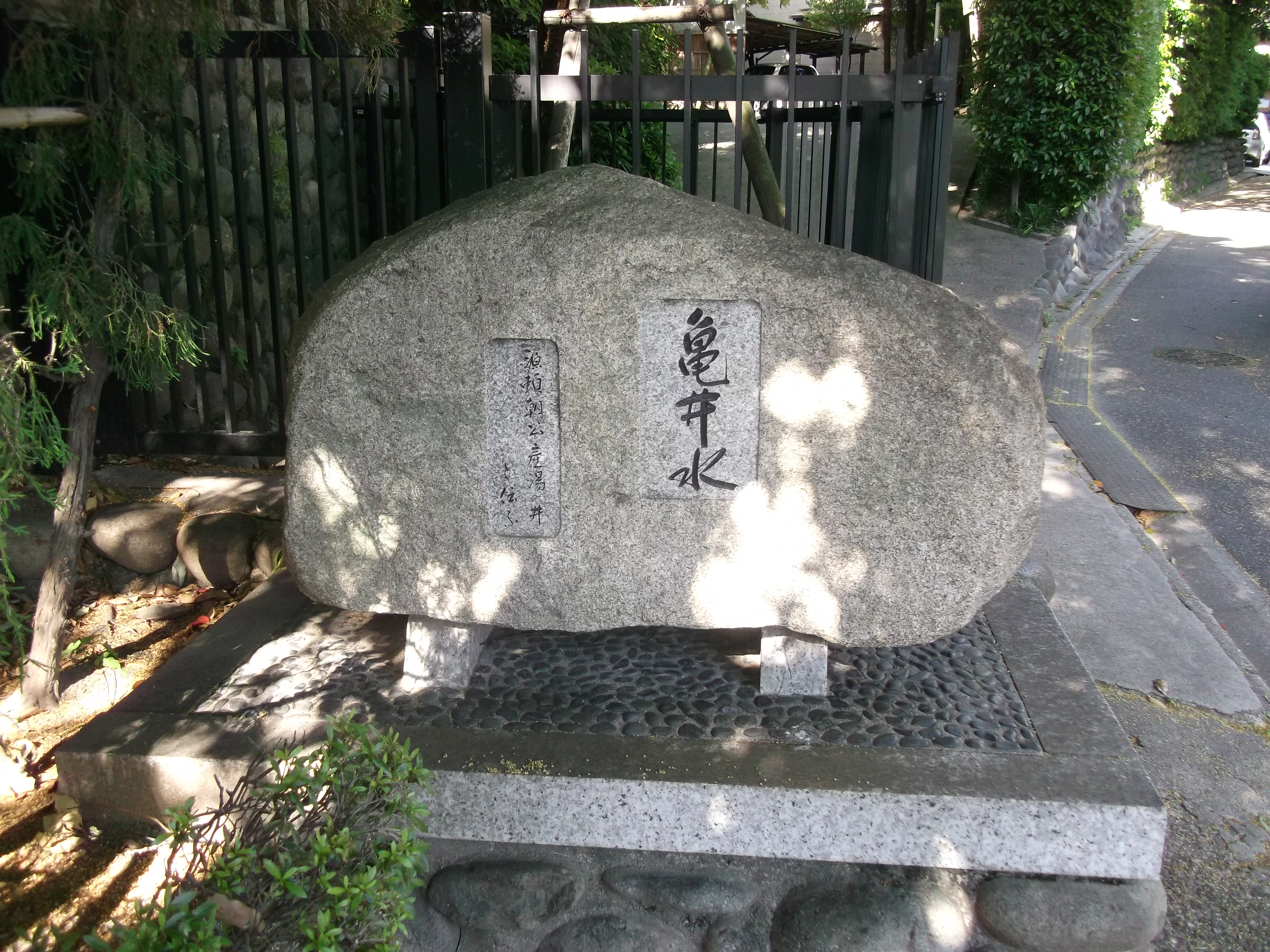
亀井水（2014年5月）

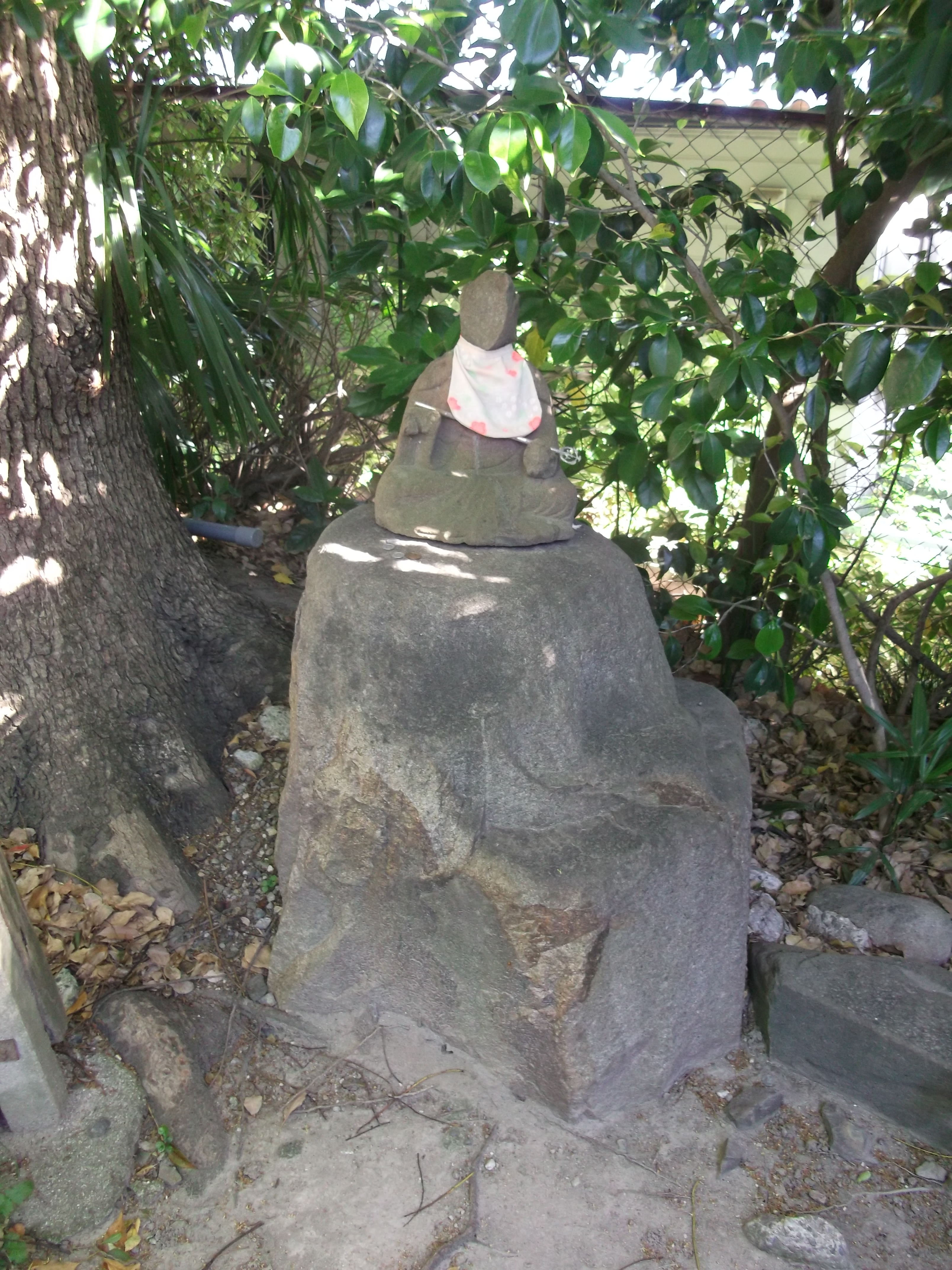
歯痛地蔵尊（2014年5月）

龍泉寺（りょうせんじ）は、愛知県名古屋市瑞穂区井戸田町にある曹洞宗の寺院。

## 概要
本尊は薬師如来像、脇仏として地蔵菩薩像と不動明王像を安置する。現在は圓通寺（秋葉山）の末寺である。

## 歴史
伝承によれば、行基が開山した真言宗薬師寺を嚆矢とし、平安時代には龍泉庵、龍雲庵、妙喜庵、福伝庵、蔵伝庵の五つが開かれたが、いつしか龍泉寺以外は滅び、応仁の乱の頃に龍泉庵が龍泉寺となったという。室町時代の末期頃、真言宗から曹洞宗に改宗すると同時に現在の圓通寺の末寺になる。
源義経が源頼朝の援軍に向かう途中に亀井水のある龍泉寺を訪問し、産土の神である津賀田神社に参拝した。武運長久を祈願した時に激しい雷に会い肝をつぶして般若心経を読誦し、写経をした後には落雷は起きなくなった言い伝えがある。また、平清盛により流刑となり、治承3年（1179年）に井戸田にきた太政大臣藤原師長は龍泉寺の庭を好んで訪れ、放免されるまで幾度も訪れている。江戸時代の頃（1713年）には藤原師長の故事から諸堂の一つに槐隠堂の額を掲げるが、建物は1945年（昭和20年）の名古屋大空襲で焼失したので現在は存在をしない。
霊場としては1955年（昭和30年）頃に名古屋市観光協会の後援により大名古屋十二支の恵当寺として辰年の守護仏である普賢菩薩の霊場となった。
愛知県名古屋市守山区にあり、尾張四観音のひとつである龍泉寺とは関係はなく、宗派も天台宗と異なり、読み方も「りゅうせんじ」と異なる。

## 亀井水について
表門の脇にある亀井水は源頼朝が産湯に使用した井戸水とされており、山号の亀井山はこの事が由来である。付近には名古屋鉄道（名鉄）の井戸田駅があったが、現在は廃駅となり存在はしない。
案内板には次の事が書かれている。「府城の南一里三十町（約7キロ余）本井戸田なる村あり。井水すべて清らかなり。名ある清水七ヶ所ばかりあれど、亀井という清水こそ、名高くうるはし」（尾張志）。龍泉寺山門の脇にある亀井水はまた、源頼朝の産湯の水を汲んだ井戸とも伝えられている。第二次大戦後しばらくの間名の通り、「亀」が水面をおおうほどに無数に生息していたものである。

## 藤原師長との関係について
彼は琵琶の達人であり、流刑後に出家し、龍泉寺で得度を受戒して理覚の名を持ち、熱田神宮での御前の前で演奏をした腕を持っていた。側近であった横江深光の娘に帰京の際に琵琶を渡したが嘆き、後を追って途中まで行くが、追いつけずに自害したという話がある。龍泉寺の裏手にある民家にはこの娘の塚があり、祀られている。また、彼の院号は妙音院と呼ばれ、妙音通、師長町等の名が瑞穂区には残る。

## 境内
境内の歯痛地蔵、大黒塚跡は名古屋大空襲の名残であり、戦争の悲惨さを伝える。歯痛地蔵は顔の一部と片手の部分がない。
- 歯痛地蔵
- 大黒塚跡（1983年（昭和58年）頃まで原形があった）[2]
- 普賢菩薩像（大名古屋十二支辰年守り本尊）

## 交通アクセス
- 名古屋市営地下鉄名城線 妙音通駅より北に約250m（徒歩で約3分）[4]。
- 名鉄名古屋本線 堀田駅より東へ約1.1km（徒歩で約13分）[4]。